# Age of Mythology
Age of Mythology (hr. Doba mitologije) je strateška računalna igra u realnom vremenu koja je prostorno, vremenski i tematski smještena u tri velike svjetske mitologije: grčku, egipatsku i nordijsku. Radnja je povezana životnom pričom atlantidskog junaka i vojskovođe Arkantosa. Proizvođač je Ensemble Studios, a distributer Microsoft game studios. Igra ima i dodatak nastavak, Age of Mithology: The Titans.

## Modovi igre
Igra se može igrati u četiri moda:
- Kampanja, gdje igrač kroz životnu priču Arkantosa, vodi njegove brojne bitke kako bi u Grčkoj, Egiptu i Skandinaviji, a sve zbog Posejdonove izdaje Atlantide;
- Jedna bitka, gdje igrač vodi jednu bitku birajući njezino mjesto i svoga protivnika;
- Mod za više igrača, gdje više igrača vodi jednu bitku protiv jednog ili više protivnika, preko LAN konekcije;
- Scenario editor, igrač sam stvara područje bitke i protivnika, te ju zatim

vodi.

## Mehanika igre
Mehanika igre je višestruka. Osnovne komponente su: odabir civilizacije i vrhovnog boga, gradnja naselja, prikupljanje resursa, napredak kroz doba (odabir bogova), te naposljetku bitka.

### Odabir civilizacije i vrhovnog boga
Igrač može birati između tri civilizacije, a svaka od njih ima svoja tri najveća božanstva, koja sa sobom nose panteon od šest manjih božanstava (po dva za svako doba). Igrač mora civilizaciju provesti kroz sva četiri doba u toku jedne bitke, kako bi uspio. Doba su : arhajsko, klasično, herojsko i mitsko. Odabir vrhovnog božanstva je važan, jer ono donosi neophodne i korisne moći (grom, tornado, smrzavanje itd.), te mitska bića (minotaur, feniks, trol itd.) Igrač mora odabrati mudro, a važni su i manji bogovi. Tako postoji 9 vrhovnih bogova i čak 27 manjih bogova. Svaki manji bog daje neku božansku moć, tehnologiju, heroja, te jedno ili više mitskih bića.

#### Grci
Grci su nacija koja ima skuplje vojne trupe od ostalih, ali i jače. Oni također mogu imati i najviše heroja odjednom, i do 4 (ili 5 ako igrate s Posejdonom). Oni koriste seljane da se mole u hramovima kako bi dobivali blagoslov.

#### Egipćani
Egipćani su nacija koja ima besplatne gospodarstvene građevine i kuće. Ipak, često im je potrebno više zlata no drveta za gradnju, pa Egipćani troše mnogo više zlata u odnosu na druge nacije. Također, egipatski radnici prikupljaju resurse sporije, ali faraon može blagosloviti građevine u koje se resursi prikupljaju i ubrzati prikupljanje i do 20% (kod Raa i svećenici mogu blagosloviti građevine). Egipatske vojne jedinice su jeftinije i njihova prava snaga je vidljiva tek u herojskom dobu. Svaka vrsta jedinica se samostalno razvija, pa ih je teško prilagoditi razvoju neprijateljeve vojske. Ipak, svećenici i faraoni mogu liječiti vojnike, a tornjevi se automatski nadograđuju u klasičnom dobu. Blagoslov dobivaju gradeći 5 različitih spomenika, svaki veći i ljepši od prethodnog.

#### Nordi
Nordi su superiorni po svojoj brzini. Građevine im gradi pješaštvo, a ne sakupljači, tako da je lakše podići bazu i započeti borbu. Resurse sakupljaju dvije rase - sakupljači (ljudi) i patuljci (brže kopaju zlato) i to u volovske zaprege, pokretna skladišta koja su vrlo praktična. Nordijske zgrade su jeftinije, ali i slabije. Blagoslov dobivaju u borbi s protivnicima ili divljim životinjama.

### Gradnja naselja
U ovoj igri se posvećuje potpuno jednaka pažnja gradnji naselja i bitci. Naselje se u nijansama razlikuje među civilizacijama. Najvažnija građevina u naselju je središte naselja, čijim uništenjem i samo naselje propada. Središte naselja je građevina koja se mora izgraditi na mjestu starog naselja. Osim ovog pravila koje je općevažeće, razlika među civilizacijama je očigledna u svakoj komponenti igre. Svaka civilizacija ima po ulozi gotovo identične, a po izgledu i nekim karakteristikama različite građevine, a to su: središte naselja, kuća, hram, luka, farma, toranj, zid, barake, streljana, konjušnica, radionica, kovačnica, tvrđava, market i svjetsko čudo. U svim ovim građevinama se mogu trenirati radne, vojne ili mitske jedinice i istraživati nove tehnologije. 

### Prikupljanje resursa
Kod svih civilizacija resursi se prikupljaju u središte naselja. Kod Grka i Egipćana, resursi se također prikupljaju u posebne građevine namijenjene za svaki resurs. Međutim, kod Norda se svi resursi prikupljaju i u volovske zaprege, koje su pokretne, što je prednost. Resursi su: hrana (dobiva se s farmi, branjem bobica, lovom i ribolovom), drvo (sječom šume), zlato (kopanjem rude) i blagoslov bogova (kod Grka molitvom u hramovima, kod Egipćana podizanjem spomenika, a kod Norda ratovanjem). Proizvodnja resursa se može poboljšati istraživanjem tehnologija i zapošljavanjem više radnika na prikupljanju.

### Napredovanje kroz doba
Kako igra napreduje, igrač mora prijeći u nova doba, kako bi moga uspješno nastaviti igru. Svaki prelazak u jedno od četiri doba traži veliku količinu resursa, te odabir novog manjeg božanstva. Prelaskom u novo doba igrač otključava nove vojne i mitske jedinice, građevine, božanske moći i tehnologije. Također građevine postaju ljepše i impozantnije.

### Bitka
Svaka civilizacija ima zasebne vojne jedinice koje se mogu podijeliti na: heroje, mitska bića, pješaštvo, topništvo, konjicu i brodovlje. Igrač mora pažljivo izabrati kombinaciju navedenih vrsta vojske, jer svaka ima svoje prednosti i nedostatke. Također postoji veliki broj tehnologija kojima se može poboljšati učinkovitost vojske, ali i brojne razorne božanske moći poput tornada, zemljotresa, munja itd. Igrač je pobjednik kada uništi sva protivnikova središta naselja, ili ga na neki drugi način prislili da se preda.

## Mitologija
U igri su korišteni najbolji, najpoznatiji i najživopisniji elementi tri najveće svjetske mitologije: grčke, egipatske i nordijske.